# Ollantaytambo
Ollantaytambo è una cittadina del Perù situata a 75 km a nord-ovest di Cusco.

## Storia
A metà del XV secolo, l'imperatore Inca Pachacuti conquistò e distrusse Ollantaytambo, ricostruendola con edifici sontuosi e migliorando il sistema agricolo della valle. La città ospitava la nobiltà Inca, mentre i servitori imperiali coltivavano le terrazze. Dopo la sua morte, la tenuta passò alla sua famiglia.
Durante la conquista spagnola, Ollantaytambo divenne la capitale temporanea della resistenza di Manco Inca Yupanqui, capostipite della dinastia Inca di Vilcabamba che si confrontò alle armate spagnole. Nel 1536 egli sconfisse una spedizione spagnola nella battaglia di Ollantaytambo, ma nel 1537 si ritirò a Vilcabamba, dove fondò lo Stato neoincaico. Nel 1540, la città fu assegnata in encomienda al conquistador spagnolo Hernando Pizarro.
Nel corso del XIX secolo le rovine Inca di Ollantaytambo attirarono l'attenzione di diversi esploratori stranieri. Hiram Bingham vi fece tappa nel 1911 cercando Machu Picchu.

## Fortezza inca
Questa fortezza inca, il cui il nome significa locanda di Ollantay (nome di un guerriero), fu una delle città dove inca e spagnoli si batterono quando Manco Inca cercò di raggruppare la resistenza inca dopo la disfatta di Cusco. Percorrendo le scale che si inerpicano sui terrazzamenti risalenti all'epoca incaica si arriva al cuore del tempio, di cui restano solamente poche pietre perimetrali. Una volta giunti sulla sommità del sito si può apprezzare una costruzione particolare sulla montagna di fronte.
Si tratta di un grosso deposito Inca per il cibo (probabilmente un granaio), la cui posizione era stata individuata in modo da trovare un luogo più fresco (grazie ai venti della zona) dove le scorte potessero mantenersi più a lungo. Ai piedi di questa fortezza si sviluppa una cittadina, stazione di partenza del treno che porta a Aguas Calientes, ultimo avamposto prima di salire a Machu Picchu. Da segnalare inoltre che da qui è possibile partire a piedi e percorrere il cammino inca che porta a Machu Picchu, due o tre giorni di viaggio attraverso le montagne, in compagnia dei portatori locali che fanno anche da guida lungo i sentieri.

## Galleria d'immagini

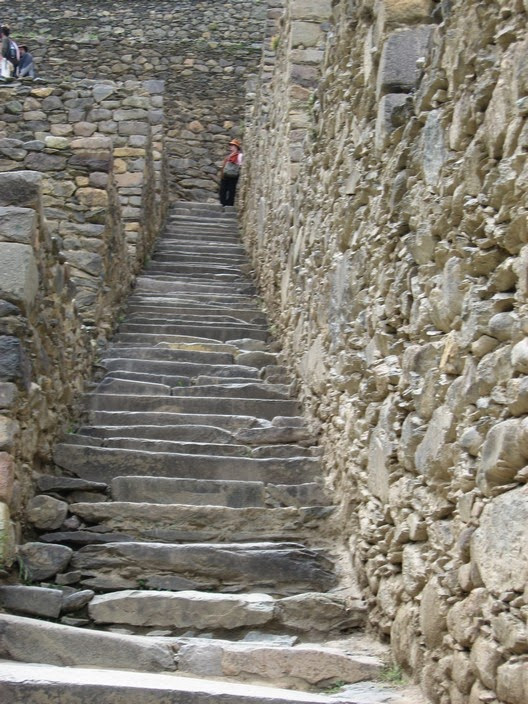
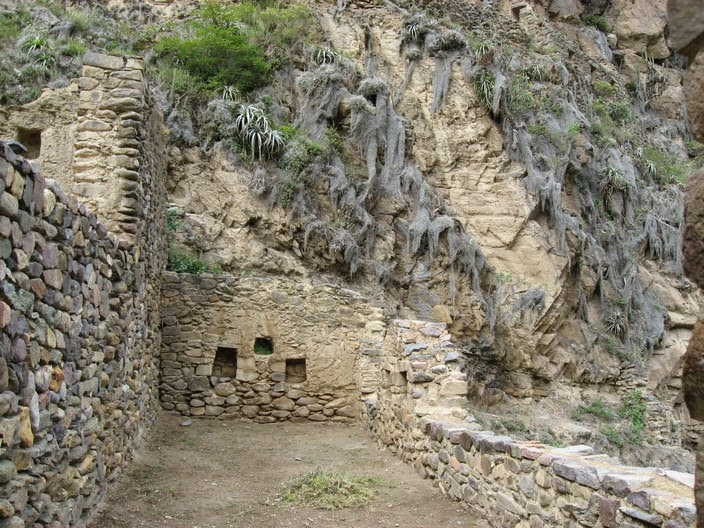
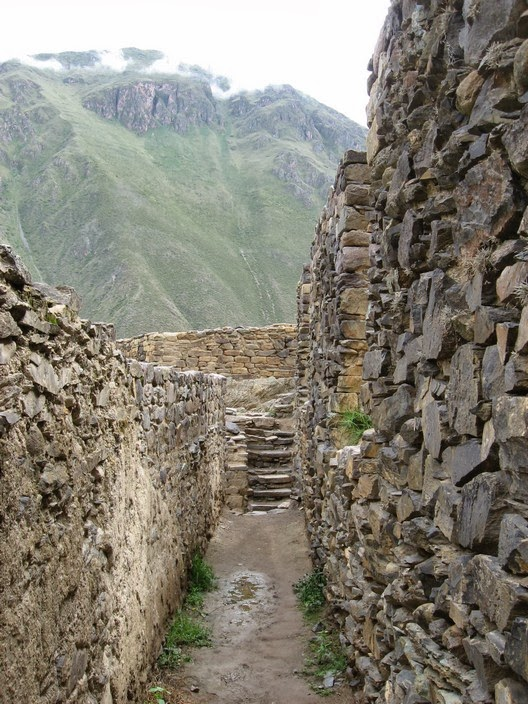
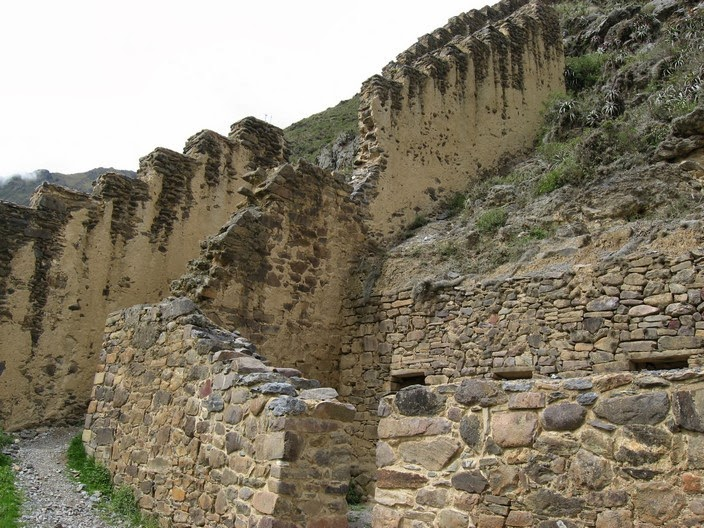
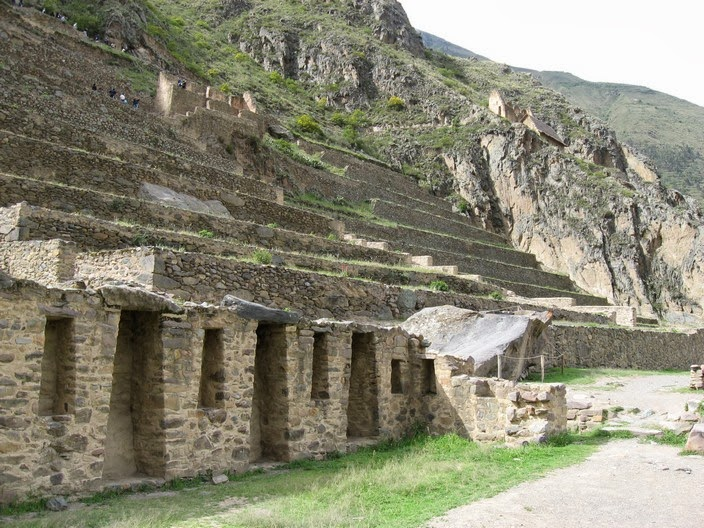
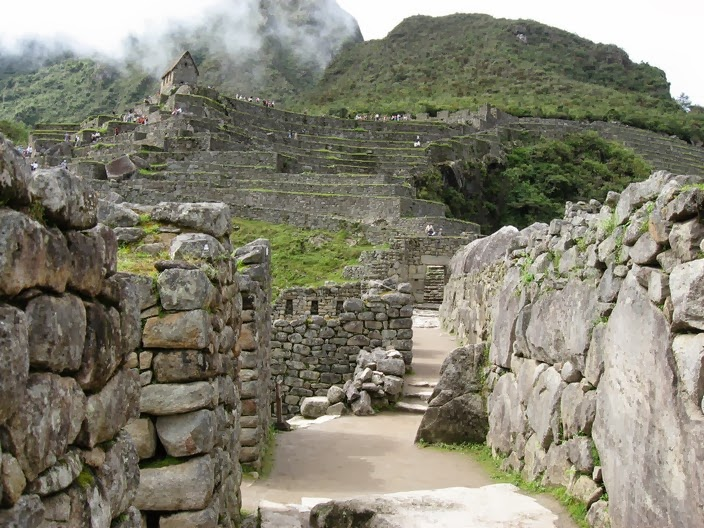